# Hasanboy Doesmatov
Hasanboy Doesmatov (Russisch: Хасанбой Дусматов; Andizan, 24 juni 1993) is een bokser uit Oezbekistan. Namens zijn vaderland won hij de gouden medaille bij de Olympische Spelen van 2016 in Rio de Janeiro. In de finale van de gewichtsklasse tot 48 kilogram (licht vlieggewicht) won hij op punten (3-0) van de Colombiaan Yuberjén Martínez. 

## Erelijst

### Olympische Spelen
- 2016 in Rio de Janeiro, Brazilië (– 49 kg)
- 2024 in Parijs, Frankrijk (– 52 kg)

### Aziatische kampioenschappen
- 2015 in Bangkok, Thailand (– 49 kg)

### Universiade
- 2013 in Kazan, Rusland (– 49 kg)